# Древноисточне цркве
Древноисточне цркве, односно оријентално-православне цркве, су источне хришћанске цркве које признају прва три васељенска сабора, али не прихватају христолошке одлуке Четвртог васељенског сабора који је одржан 451. године у Халкидону. Стога се ове цркве често називају и антихалкидонским (односно дохалкидонским или претхалкидонским) црквама. Уместо халкидонског учења, ове цркве заступају монофизитску христологију. Литургијски језици у овим црквама су стари црквено-обредни језици, који по правилу нису у свакодневној употреби (литургијски коптски, литургијски сирски), док је у појединим црквама са знатним уделом арапских хришћана у литургијску употребу ушао и арапски језик.
Појам "Оријенталне православне цркве" (који се односи на антихалкидонске цркве) није истоветан са појмом "Источне православне цркве" (који се односи на цркве васељенског Православља). Иако се по својим христолошким учењима разликују од васељенске Православне цркве, оријенталне православне цркве се називају "православнима" због тога што су њихова пнеуматолошка учења потпуно правоверна и истоветна са пнеуматолошким учењем васељенског Православља. Ниједна оријентално-православна црква не прихвата филиоквистичку јерес, нити било коју другу хулу на Светога духа.

## Терминологија
Када се говори о оријентално-православним црквама, реч је о породици аутокефалних цркава које немају заједничку централну хијерархију, премда су у пуном међусобном јединству. Ипак, свака од тих цркава се другачије назива, тако да није лако пронаћи заједничку терминологију која би их све укључивала, а уједно и јасно разликовала од других хришћанских заједница. Најчешће се сусрећу следећи називи:
- Монофизитске цркве - назив је био у честој употреби током историје, али се сматра превазиђеним, пошто данашње оријентално-православне цркве не прихватају радикалне облике монофизитства, већ себе радије називају миафизитима. Међутим, у појединим оријенталним црквама су у старијој прошлости упоредо постојале радикалне монофизитске и умерене миафизитске струје, тако да се ни један од ових појмова не може усвојити као општи, нити се на другој страни може у потпуности одбацити, што је последица бурне и сложене историје ових цркава.
- Претхалкидонске или дохалкидонске цркве - ови називи су употребљавани често, првенствено када се желело указати на Халкидонски сабор као тачку раскола. Међутим, поменути називи нису у потпуности прихваћени, пошто су недовољно одређени и могу навести на погрешан закључак да су ове цркве постојале као посебне и пре поменутог сабора, што није тачно, пошто су се од васељенског Православља у потпуности одвојиле тек након 451. године, и то не одједном, већ постепено.
- Антихалкидонске цркве - овај назив се такође употребљава често, под видом непосредног указивања на Халкидонски сабор као тачку раскола.
- Староисточне цркве - назив који се употребљава упоредо са називом "древноисточне цркве", али има и шира значења те стога није довољно одређен.
- Оријентално-православне цркве - назив који је најчешће у службеној употреби и шире је прихваћен у међународним теолошким круговима.

Појам "древноисточне цркве" преузет је из руског богословља у којем се употребљава у два значења, ужем и ширем. У ужем смислу, појам се односи само на такозване монофизитске, односно миафизитске цркве. Међутим, у ширем значењу појам обухвата и остале староисточне хришћанске заједнице изван васељенског Православља, што се првенствено односи на "несторијанску" Асирску цркву Истока, али и на некадашње следбенике моноенергизма и монотелитизма.
Додатне невоље поводом употребе поменутих појмова проистичу из чињенице што је и васељенско Православље поникло управо на древном, односно старом Истоку, тако да се свођењем појма "древноисточне" (или "староисточне") цркве на само једну заједницу цркава врши својеврсно разбаштињење осталих заједница пониклих на истом простору.

## Историја
До одвајања ових цркава од васељенског Православља дошло је након Четвртог васељенског сабора, који је одржан 451. године и Халкидону. Повод расколу била су христолошка неслагања о Христовим природама. Сабор је одбацио монофизитско учење по којем је у Христу постојала само једна природа и анатемисао је Евтихија, главног заступника монофизитизма. У исто време, сабор је потврдио правоверно диофизитско учење по којем су у Христу присутне две природе - божанска и људска, обједињене у једној личности и ипостаси. Међутим, према схватању многих представника александријске цркве, који су се позивали на поједине ставове тада већ упокојеног Кирила Александријског, диофизитско учење о две природе је превише личило на несторијанство, које је било осуђено још на Трећем васељенском сабору у Ефесу (431). Иако је саборска већина учинила знатне напоре у циљу постизања јединства, до споразума није дошло. Наиме, на сабору у Халкидону је морало бити решавано и питање ранијег неканонског поступања скупине предвођене Диоскором Александријским, који је такође био осуђен, што је довело до продубљивања јаза међу учесницима сабора. Непомирљива становишта обеју страна, условљена христолошким и терминолошким разликама, као и личним суревњивостима, довела су до коначног размимоилажења, а потом и до раскола. У годинама након сабора, уследили су спорови и сукоби у многим црквама на истоку, од Александрије до Антиохије, а поделе на присталице и противнике халкидонске христологије су временом, након неколико неуспешних покушаја помирења, прерасле у потпуни раскол и стварање одвојених цркава.

## Заједница оријентално-православних цркава
Од 15. до 21. фебруара 1965. године сусрели су се у Адис Абеби по први пут поглавари свих оријентално-православних цркава. На том су сусрету ове цркве одлучиле оснажити међусобну сарадњу и установити за то и одговарајуће установе. 
Заједници оријентално-православних цркава припадају:
- Еритрејска оријентално-православна црква
- Етиопска оријентално-православна црква
- Јерменска оријентално-православна црква
- Коптска оријентално-православна црква, са седиштем у Александрији
- Маланкарска оријентално-православна црква, у јужној Индији
- Сиријска оријентално-православна црква, са номиналним седиштем у Антиохији и стварним седиштем у Дамаску

## Оријентално-православне цркве и васељенска Православна црква
Велика искушења и тешка страдања која су задесила све хришћанске заједнице током потоњег периода арапске и турске власти, временом су довела до другачијег сагледавања христолошких спорова, који су у историјској перспективи били препознати као један од главних узрочника унутрашњег слабљења свих хришћанских заједница на истоку. Током 20. века, дошло је обнове теолошког дијалога између представника оријентално-православних цркава и представника васељенског Православља, са нагласком на тражењу обострано прихватљивих теолошких решења. Као основа за успостављање дијалога, послужила је заједничка правоверна пнеуматологија, која је на обема странама била очувана у изворном облику, будући да ни једна од ових цркава никада није прихватила филиоквистичку јерес, нити било коју другу хулу на Светога духа. 
У другој половини 20. века и на почетку 21. века одржано је неколико међусобних састанака на високом нивоу, чиме је створена основа за превазилажење христолошких разлика и обнову црквеног заједништва. Први сусрети између оријентално-православних и источно-православних теолога одржани су у Oрхусу (1964), Бристолу (1967), Женеви (1970) и Адис Абеби (1971). Током ових и каснијих сусрета, учињен је значајан напредак у успостављњу међусобног дијалога. Представници обе стране су 28. септембра 1990. године у швајцарском граду Шамбезију (Chambesy) потписали оквирни споразум о разумевању који су прихватиле готово све аутокефалне православне цркве, осим Јерусалимске. Овај споразум био је плод обновљеног дијалога, а његов основни закључак је био да не постоје суштински догматски разлози који би и даље делили две заједнице. Обе стране су се у Шамбезију усагласиле да „сада јасно схватају како обе породице одувек имају тачно сачувано истинску Православну Христолошку Веру и непрекинуту прејемственост апостолске традиције“. Један од најзначајнијих корака у ка успостављању потпуног заједништва учињен је крајем 2017. године, када су представници оријентално-православних и источно-православних цркава у Северној Америци одржали заједничку молитву за пострадале хришћане на Блиском истоку.